# Imieniny (powieść)
Imieniny – dwunasty tom cyklu Jeżycjada. Powieść autorstwa Małgorzaty Musierowicz, z ilustracjami autorki, wydana w 1998.

## Krótko o treści
Akcja książki rozpoczyna się 14 lutego, gdy w domu Borejków świętuje się imieniny Grzegorza, a kończy na imieninach Róży, na których solenizantka się nie pojawia. Pomiędzy tymi dwiema datami Borejkowie obchodzą jeszcze inne uroczystości, m.in. imieniny Gabrieli, które z zaplanowanej przez Grzegorza romantycznej wycieczki we dwoje przeradzają się w nieco mniej romantyczną podróż w towarzystwie Bernarda Żeromskiego. Pojawiają się pierwsi adoratorzy Pyzy, o których bardzo zazdrosna jest Laura. Jednak serce Róży wkrótce zaczyna bić do kogoś nieoczekiwanego. Wiktor, Adrian i najmłodszy Lucjusz Lelujka, młodsi bracia Jacka Lelujki (którego spotykamy w części Opium w rosole) rywalizują o względy Pyzy (przezwisko Róży w dzieciństwie wymyślone przez rodzinę), ale jest jeszcze jeden tajemniczy wielbiciel Róży – Fryderyk Schoppe – prymus, który zdobywa w końcu serce dziewczyny.

## Bohaterowie
- Róża Pyziak (Pyza) – główna bohaterka, zaradna, skromna i dobra, córka Gabrysi, siostra Laury
- Laura Pyziak (Tygrys) – siostra Róży, córka Gabrysi
- Wiktor Lelujka – zabiega o względy Róży, najprzystojniejszy i najstarszy z braci Lelujków (oprócz Jacka); zakochała się w nim Laura
- Adrian Lelujka – brat Wiktora i Lucka, zabiega o względy Róży
- Lucjusz Lelujka – brat Wiktora i Adriana, też zabiega o Różę; najmłodszy z braci
- Fryderyk Schoppe – kolega z klasy Róży, prymus, interesuje się astronomią
- Gabrysia Stryba (Borejko) – mama Róży, Laury i Ignacego Grzegorza
- Grzegorz Stryba – mąż Gabrysi, ojciec Ignacego Grzegorza
- Natalia Borejko (Nutria) – ulubiona ciocia Róży, narzeczona Filipa
- Ida, Marek, Józinek Pałysowie
- Patrycja i Florian Górscy
- Robert Rojek – ojciec Belli, zakochany w Natalii
- Filip Bratek – narzeczony Natalii